# Trichostylum longivittatum
Trichostylum longivittatum là một loài ruồi trong họ Tachinidae.